# An-Nabaʾ
An-Nabaʾ (arabisch النبأ an-Nabaʾ ‚Die Ankündigung‘) ist die 78. Sure des Korans und enthält 40 Verse. Die Sure gehört in die erste mekkanische Periode (610–615), ihr Titel bezieht sich auf den zweiten Vers. Sie lässt sich in zwei Teile von gleicher Länge einteilen. Der erste Teil, bis Vers 20, schildert die Freuden des Diesseits: Himmel und Erde, Sonne und Regen, Berge, Pflanzen und Gärten, den Frieden der Nacht für liebende Paare. Nach einer Überleitung mit der Ankündigung des Jüngsten Tages folgt ab Vers 21 die Schilderung des Jenseits: die Schrecken der Hölle für die Frevler, das Paradies als Belohnung für die Gottesfürchtigen. In Vers 39 warnt Gott vor dem „Tag der Wahrheit“, aber die Menschen müssen sich selbst für die Rückkehr zu ihm entscheiden.